# اليوم الدولي لنقاوة الهواء من أجل سماء زرقاء
اليوم الدولي لنقاوة الهواء من أجل سماء زرقاء (بالإنجليزية: International Day of Clean Air for blue skies)‏ هو حدث للأمم المتحدة، يُقام في 7 سبتمبر من كل عام، أقرته الجمعية العامة للأمم المتحدة في 19 ديسمبر 2019، ويهدف إلى تسيلط الضوء على الصلة بين جودة الهواء وصحة الأرض والإنسان، إذ يتنفس تسعة من كل عشرة أشخاص على وجه الأرض هواءً ملوثًا، مما يتسبب في وفاة حوالي سبعة ملايين حالة وفاة مبكرة سنويًا.

## وصلات خارجية
- الموقع الرسمي.